# Polydore Plasden
Polydore Plasden (né à Londres en 1563 - mort à Tyburn le 10 décembre 1591), francisé en Poulidor Plasden, est un prêtre catholique anglais arrêté et exécuté sous le règne d'Elizabeth Ier.

## Biographie
Fils d'un cordier londonien, Polydore Plasden nait à Londres en 1563. À l'âge des études, il part s'instruire, principalement de théologie, au collège anglais de Reims puis à celui de Rome, où il est ordonné prêtre le 7 décembre 1586. Il reste à Rome pendant plus d'un an, puis revient à Reims d'avril à septembre 1588, date à laquelle il est envoyé en mission en Angleterre.
Pendant son séjour à Rome, il avait signé une pétition en faveur du maintien des Jésuites comme supérieurs du collège anglais, mais en Angleterre, on considère qu'il a subi un préjudice par leur intermédiaire. Plasden exerce tout de même son ministère dans le Sussex et à Londres de 1588 à 1591. Au mois de novembre, il est capturé à la fin d'une messe dite par Edmond Gennings dans la maison de Swithun Wells à la périphérie de la ville, aujourd'hui Gray's Inn Road. Les fidèles, qui ne souhaitent pas que l'office soit interrompue, réussissent à maintenir la porte fermée jusqu'à la fin du service. Après quoi, ils se rendent pacifiquement au chasseur de prêtres catholiques Richard Topcliffe venu les arrêter avec quelques officiers.
Le 6 décembre, avec Edmond Gennings et Eustache White, prêtres, ainsi que Sydney Hodgson, Swithin Wells et John Mason, laïcs, il est jugé devant la Cour du banc de la Reine, et condamné pour être entré en Angleterre contrairement à la loi de l'Acte de suprématie.
Lors de son exécution, le 10 décembre 1591, il reconnaît Élisabeth Ire comme sa reine légitime, qu'il est prêt à défendre au mieux de son pouvoir contre tous ses ennemis, priant volontiers pour elle et pour tout le royaume, mais dit par ailleurs qu'il préférerait perdre mille vies plutôt que de renier ou de combattre sa religion. Plasden est alors pendu, traîné puis équarri (Hanged, drawn and quartered), et enfin écartelé à Tyburn. Sur ordre de Walter Raleigh, il est mis à la potence, et la sentence s'exécute ainsi rapidement. Pour les mêmes raisons et à la même période Edmond Gennings et Eustathe White, prêtres comme lui, ainsi que Swithun Wells, Sydney Hodgson, Brian Lacey et John Mason, quatre laïcs sont exécutés. Ensemble ils ont été classifiés par les historiens comme les martyrs de Londres de 1591.

## Canonisation
Béatifié en 1929 par le pape Pie XI, le père Plasden fait partie du groupe des quarante martyrs d'Angleterre et du pays de Galles exécutés de 1535 à 1679, et qui furent canonisés le 25 octobre 1970 par le pape Paul VI. Il est célébré le 10 décembre avec ses compagnons, ou le 25 octobre avec les quarante,.

### articles connexes
- Martyrologe romain
- Martyrs d'Angleterre et du pays de Galles
- Quarante martyrs d'Angleterre et du pays de Galles
- Quatre-vingt-cinq martyrs d'Angleterre et de Galles
- Martyrs de Douai
- Cent sept martyrs d'Angleterre et du pays de Galles
- Les Martyrs de la Chartreuse de Londres
- Martyrs d'Oaten Hill